# Artapano
Artapano fue un escritor del siglo II a. C. que vivió en el Egipto helenístico y escribió una historia sobre los judíos, titulada Judaica, donde se daban datos de las vidas de Abraham, José y Moisés. De la misma solo sobreviven fragmentos citados por Eusebio de Cesarea en su Preparación evangélica y Clemente de Alejandría, en sus Stromata.

## Fragmentos de su obra

### Sobre Abraham
Artapano escribió que a los hebreos se les llamaba hermioút y que el término judío era la traducción griega de hermioút, pero que se les llamaba también hebreos de Abraham.
En su obra también dijo que Abraham y su pueblo estuvieron 20 años en Egipto y luego volvieron a Siria. Pero muchos de los que lo habían seguido permanecieron en Egipto a causa de las riquezas del país. Abraham enseñó astrología en Egipto.

### Sobre José
Según Artapano, cuando llegó a Egipto, José fue recomendado al rey y este le encargó la administración de todo el país. Creó las devisiones territoriales, hizo marcar los límites de las propiedades y consiguió que se emplearan para la agricultura muchas tierras que habían estado sin cultivar. Asimismo, inventó las medidas e hizo construir templos. Fue muy querido por los egipcios y se casó con Aseneth, hija de un sacerdote de Heliópolis. Luego su padre y sus hermanos fueron a Egipto para unirse a él llevando consigo grandes riquezas.

### Sobre Moisés
Artapano identificó a Moisés con Museo, supuesto maestro de Orfeo. Dice que Merris era el nombre de la princesa egipcia que salvó y adoptó a Moisés, cuando era recién nacido. Esto ocurrió en tiempos en que reinaba en Egipto Chenefrés.
Moisés, ya adulto, inventó barcos, máquinas para elevar piedras, instrumentos hidráulicos, armas y la filosofía. Introdujo nuevos cultos sagrados que enseñó a los sacerdotes egipcios: desde entonces se adoró a los gatos, a los perros y a los ibis. Dividió el país en 36 distritos y fue muy querido por los egipcios. Los sacerdotes egipcios le atribuyeron grandes honores como si fuera una divinidad y lo llamaron Hermes.
Chenefrés tuvo envidia de los éxitos de Moisés y buscó un medio para que muriera: lo envió al frente de un ejército contra los etíopes, pero alcanzó la victoria en una guerra que duró 10 años. Incluso los etíopes, a pesar de ser un enemigo, tuvieron estima por Moisés y de él tomaron la costumbre de la circuncisión. Chenefrés continuó conspirando contra él y por ello Moisés se vio obligado a huir hacia Arabia.
Luego una voz divina dijo a Moisés que debía liberar a los judíos de la opresión a la que les sometían en Egipto así que regresó, pidió la libertad de los israelitas y fue encarcelado por el rey de Egipto (este rey era distinto de Chenefrés, que ya había muerto). Salió milagrosamente de la prisión y tras una sucesión de plagas que asoló el país, el rey de Egipto permitió marchar a los judíos.
También decía que los habitantes de Menfis negaban cualquier tipo de acto sobrenatural en el paso de las aguas del mar Rojo por los judíos, ya que pasó aprovechándose de sus conocimientos de las mareas, pero los habitantes de Heliópolis sí creían en que el paso por el mar Rojo fue fruto de un acto sobrenatural. Mientras, los egipcios fueron tragados por las aguas. Al pasar por un desierto, Dios hizo llover sobre ellos un cereal parecido al mijo, de color blanco.